# شهرستان ویشکوف، لهستان
شهرستان ویشکوف (به لهستانی: Powiat Wyszków) یک شهرستان در لهستان است که در استان ماسوویان واقع شده‌است. شهرستان ویشکوف ۸۷۶٫۴۹ کیلومتر مربع مساحت و ۷۱٬۵۵۸ نفر جمعیت دارد.